# Silvia Liebaug

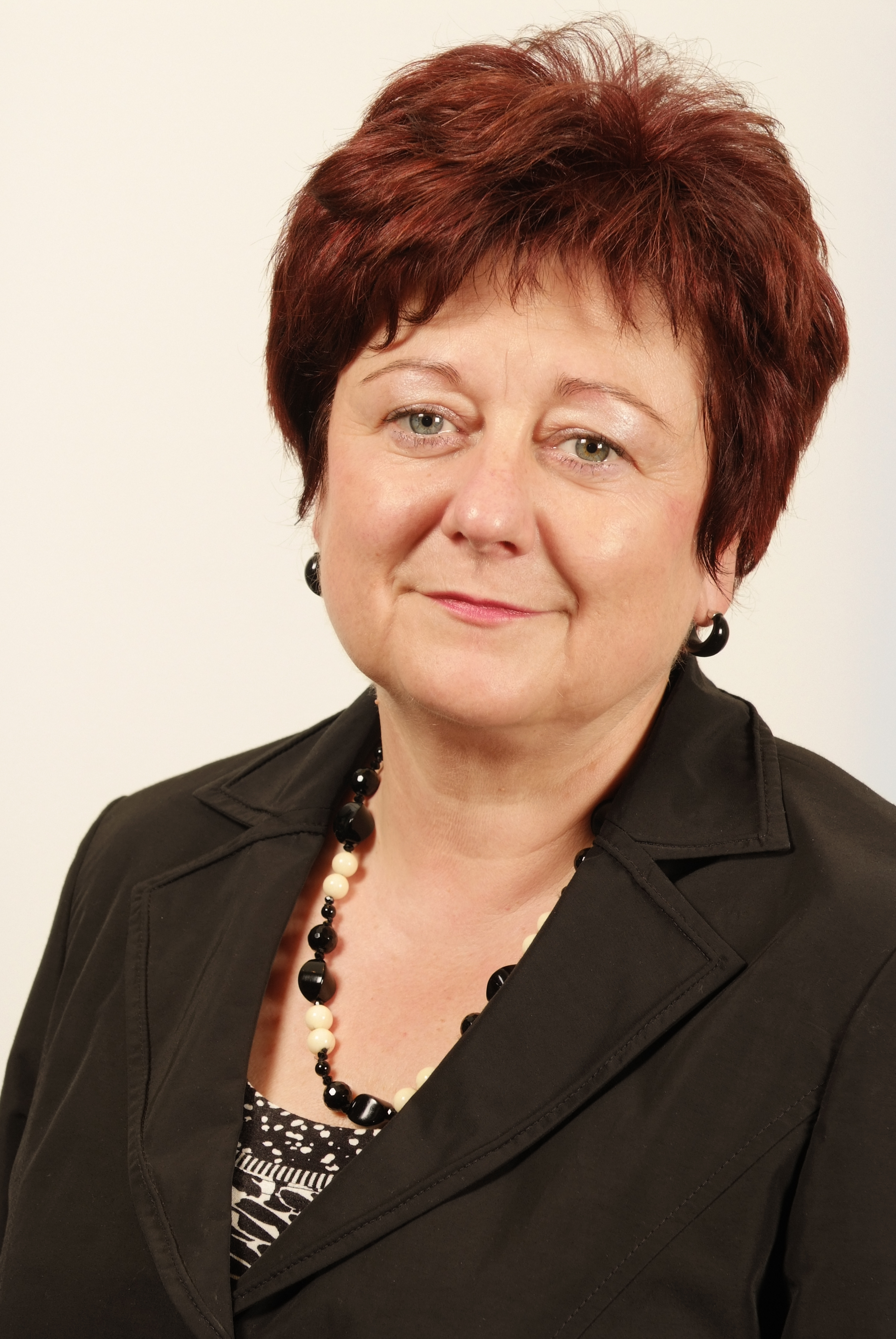
Silvia Liebaug im Mai 2011

Silvia Liebaug (* 1958 in Christes) ist eine deutsche Verwaltungsjuristin. Sie war Bürgerbeauftragte des Freistaates Thüringen und zuvor dessen Landesdatenschutzbeauftragte.
Nach einer Berufsausbildung zum Facharbeiter für Anlagentechnik mit Abitur im Jahre 1978 studierte Liebaug bis 1982 Rechtswissenschaften im Fachbereich Wirtschaftsrecht an der Martin-Luther-Universität Halle-Wittenberg. Nach ihrem Abschluss als Diplom-Juristin war sie als Justitiarin in der Wirtschaft tätig. Im Mai 1990 wurde sie zur Landrätin des Landkreises Suhl gewählt.
Von März 1994 bis Ende Februar 2006 war Liebaug Landesdatenschutzbeauftragte des Freistaates Thüringen. Ihr Nachfolger war Harald Stauch, der am 26. Januar 2006 vom Thüringer Landtag gewählt wurde.
Am 22. Juni 2007 wurde Liebaug vom Thüringer Landtag für die Dauer von sechs Jahren zur Bürgerbeauftragten gewählt. Im Juni 2013 sollte sie ursprünglich auf Vorschlag der CDU-Fraktion wiedergewählt werden, doch konnte sie in zwei Wahlgängen nicht die nötige Mehrheit auf sich vereinigen. Bis zur endgültigen Neuwahl leitete die stellvertretende Bürgerbeauftragte Anne Debus kommissarisch das Amt. Am 21. November 2013 wurde schließlich Kurt Herzberg zum neuen Bürgerbeauftragten gewählt.
Liebaug ist verwitwet und hat einen Sohn.